# 잘 먹었습니다
《잘 먹었습니다》(일본어: ごちそうさん)는 2013년도 하반기에 NHK 오사카 방송국에서 제작되어, 종합 텔레비전과 BS 프리미엄에서 방송된 연속 TV 소설의 제89시리즈 작품이다.

## 기획·제작
2012년 11월 12일, NHK에 의한 기자 발표에서 개요 및 여주인공 역에 안이 기용된 것이 밝혀졌다. 《세상의 중심에서, 사랑을 외치다》나 《JIN-진-》(모두 TBS) 등의 각본을 집필한 모리시타 요시코의 새로 쓴 작품으로, 모리시타에게 있어서 첫 NHK 드라마가 된다.
시대 설정은 다이쇼·쇼와기. 먹보인 도쿄 여자·우노 메이코가 편굴한 오사카 남자·니시카도 유타로와 사랑에 빠져, 유타로에게 시집을 간다. 쿠이다오레의 거리·오사카를 배경으로, 간토·간사이의 식문화 차이를 극복하면서, 요리와 남편에게 애정을 주어, 메이코가 강한 어머니로 성장해 가는 이야기이다. 모리시타와 치프 프로듀서인 오카모토 유키에는 함께 〈음식과 생명〉 〈음식과 사랑(애정)〉을 테마로 한 구상을 그려 본작에 임하며, 무대 설정 모두 〈먹는 것〉이 중요한 키워드가 되고 있다.
안은 오디션 없이 직접 오퍼로 여주인공 역을 연기하는 것이 결정되었다. 오디션 없이 여주인공이 결정된 것은, 2012년도 상반기 《우메짱 선생》의 호리키타 마키 이래이며, 오사카국 제작의 작품에서는 2008년도 하반기 《단단》의 미쿠라 마나·미쿠라 카나 이래이다.
2013년 2월 18일에는, 안 이외의 주요 캐스트도 발표되었다.

## 줄거리
1945년(쇼와 20년) 여름, 불타는 평원이 된 오사카에서, 아이들에게 밥을 나누어 주는 한 여성이 있었다. 그녀야말로, 이 이야기의 주인공·우노 메이코이다.

## 등장인물

### 주인공과 그 가족
우노 메이코→니시카도 메이코 - 안 (어린 시절:토요시마 하나)
본작의 주인공. 도쿄 출신. 먹는 것을 무엇보다 가장 좋아한다.
니시카도 유타로 - 히가시데 마사히로 (소년 시절:호소다 류노스케)
메이코의 남편. 오사카 출신. 특기는 검도. 12세 때에 친어머니가 외출한 곳에 화재가 일어나 사망한 것을 계기로, 안전하고 살기 좋은 마을을 짓는 꿈을 안고, 도쿄 제국 대학에서 건축학을 배운다.
니시카도 후쿠→모로오카 후쿠 - 마츠우라 미야비 (소녀 시절:하라미 토모카/유아 시절:모리야마 에미루)
메이코와 유타로의 장녀. 1923년(다이쇼 12년)의 마지막날 밤에 태어난다.
니시카도 타이스케 - 스다 마사키 (소년 시절:미사와 루토)
메이코와 유타로의 장남.
니시카도 카츠오 - 니시하타 다이고 (칸사이 쟈니즈 Jr.) (소년 시절:니노미야 히카루)
메이코와 유타로의 차남.

#### 우노가(家) 사람들
우노 토라/누카도코 - 요시유키 카즈코 ※이야기.
메이코의 할머니로, 이쿠의 친어머니.
우노 이쿠 - 자이젠 나오미
메이코의 어머니.
우노 다이고 - 하라다 타이조
메이코의 아버지. 요리인으로 〈카이메이켄〉의 점주.
우노 테루오 - 이노와키 카이 (어린 시절:야마사키 츠카사)
메이코의 남동생.
쿠마 - 마츠테라 치에미
다이쇼 11년 시점에 우노가(家)에서 일하는 여종.

#### 니시카도가(家) 사람들
니시카도 쇼조 - 콘도 마사오미 (젊은 날의 쇼조:코보리 마사히로)
유타로의 아버지. 실종 중에는 토리이 스테조라는 이름을 댔다.
니시카도 시즈 - 미야자키 요시코 (소녀 시절:후루와 사키)
니시카도가(家)에 후처로 들어온 유타로 등의 계모.
니시카도 카즈에→야마시타 카즈에 - 키무라 미도리코
유타로의 누나로 니시카도가(家)의 장녀.
니시카도 노리코→카와쿠보 노리코 - 타카하타 미츠키 (소녀 시절:아라타 유라)
유타로의 여동생.
1927년(쇼와 2년), 〈오사카 라디오 방송〉의 채용 시험에서 노래를 불러 난관을 돌파해 아나운서로서 채용되어, 당시로써는 최첨단 직업 여성이 된다.
카와쿠보 케이지 - 시게야마 잇페이
오사카 라디오 방송에 근무하는 노리코의 동료.

### 도쿄 편 등장인물

#### 카이메이켄 사람들
야마모토 - 죠도이 다이치
〈카이메이켄〉에서 일하는 견습 콕.
타마 - 고하라 사토루
다이쇼 11년 시점의 〈카이메이켄〉 종업원.
무로이 코사이 - 야마나카 타카시
〈카이메이켄〉의 단골손님.
아라이 사장 - 난죠 코키
〈카이메이켄〉의 단골손님.

#### 세이메이 고등 여학교 사람들
호리노하타 사쿠라코→무로이 사쿠라코 - 마에다 아키
메이코의 세이메이 고등 여학교 시절의 급우.
노가와 타미코 - 미야지마 마이
메이코의 세이메이 고등 여학교 시절의 급우.
미야모토 선생님 - 오쿠누키 카오루
메이코의 세이메이 고등 여학교 시절의 담임으로, 할팽(조리) 교사.

#### 도쿄 제국 대학 사람들
타케모토 유조 - 무로 츠요시
제대 출신으로 미국에 다녀온 건축가.
콘도 마나부 - 이시다 타쿠야
유타로의 친구로 제대생.
교수 - 오이카와 타츠로
유타로가 다니는 제대의 교수.

#### 메이코의 소꿉친구
이즈미 겐타 - 와다 마사토 (어린 시절:야시마 코타)
메이코의 초등학교 시절 동급생.
치요 - 후지타 히지리
메이코의 초등학교 시절의 동급생. 메이코와는 옆 자리로 친구.
켄지로 - 무카이 스즈토
메이코의 초등학교 시절의 동급생. 겐타의 친구.
후토시 - 모리 하루야
메이코의 초등학교 시절의 동급생. 겐타의 친구.

#### 그 외의 도쿄 편 등장인물
무라이 아키코→마츠다 아키코→시마즈 아키코 - 카토 아이
유타로의 소꿉친구.
오쇼 - 카메이 켄지
토라의 소꿉친구.
신사 - 마츠이 케이조
〈카이메이켄〉의 손님.
쿠로다 - 카네가에 야스히로
딸기 시험 농장의 연구원.
시라카와 - 이토 엔마
딸기 시험 농장의 연구원.
남학생 - 미츠히라 타카히로
이름은 〈마츠야마 이와오〉.
사쿠라코의 오빠 친구 - 요시다 케이

신지로 - 나카무라 오즈노
〈마루야〉의 차남.
마루야 주인 - 아즈마 코헤이
메이코의 맞선 상대의 아버지.
마루야 여주인 - 히로 미도리
메이코의 맞선 상대의 어머니.

### 오사카 편 등장인물

#### 오사카 시청 사람들
후지이 코사쿠 - 키모토 타케히로
건축 과장. 온화한 성격.
오오무라 소스케 - 토쿠이 유
유타로의 건축과 선배.
신죠 죠야쿠 - 소가노야 야소키치
오사카 시청의 부시장.
타케모토 유조 - 무로 츠요시
도쿄 편 등장인물 도쿄 제국 대학 사람들 항목을 참조.
시청 상사 - 나가타 슈사쿠
유타로에게 방화개수과로의 이동을 명한다.
나카니시 - 사카이 타카하루
방화개수과에서의 유타로의 동료.

#### 지하철 건설 관계자
이케모토 하지메 - 야소다 유이치
유타로의 상사로, 고속 지하철도 부설 공사의 현장 감독.
이시카와 코노스케 - 나가에 켄지
고속 지하철도 부설 공사의 토목 담당.
사나다 신타로 - 쿠라모토 히라쿠
고속 지하철도 부설 공사의 건축 담당. 유타로의 부하.
마스오카 요지 - 유아사 타카시
고속 지하철도 부설 공사에 있어서, 건축 회사의 현장 감독.
키자키 - 야노 에이지
건설 회사의 담당.

#### 텐만텐진 시장 사람들
이즈미 겐타 - 와다 마사토
도쿄 편 등장인물 메이코의 소꿉친구 항목을 참조.
긴지 - 니시카와 타다시
생선 가게 주인.
타네 - 야마사키 치에코
야채 가게 여주인.
사다키치 - 토로 슈
건물(乾物) 가게 주인.
마츠오 - 나베시마 히로시
겐타가 근무하는 고기 가게 주인.
토미 - 마에다 유미
겐타가 근무하는 고기 가게 여주인.

#### 우마스케 사람들
타카기 우마스케 - 나카무라 야스히
겐타와 아는 사이로, 찻집 〈우마스케〉의 점주.
무로이 사쿠라코 - 마에다 아키
도쿄 편 등장인물 세이메이 고등 여학교 사람들 항목을 참조.
무로이 코사이 - 야마나카 타카시
도쿄 편 등장인물 카이메이켄 사람들 항목을 참조.
무로이 아야메 - 아베 히로카 (소녀 시절:스기모토 아키라)
무로이 부부의 장녀.
타카기 타츠코 - 키마타 아키코
우마스케의 누나.

#### 니시카도 네자매
후미 - 나카미치 유코

미츠코 - 나카노 호타루

시오리 - 하라구치 시호

이츠 - 야나기사와 미유키

#### 모로오카가(家)
모로오카 히로시 - 나카야마 요시히로
타이스케의 중학교 선배로, 야구부 투수.
모로오카 키요 - 쿠스미 카오루
히로시의 어머니.

#### 타카야마가(家)
타카야마 타에 - 니시무라 아야코
니시카도가(家) 근처에 사는 주부.
타카야마 카츠지 - 모리모토 류이치
타에의 남편.
타카야마 마사루 - 무카이 쇼타
타에·카츠지의 아들.

#### 국방 부인회
코다 미네 - 코마키 메구미

노부요 - 나나미 아구리

후사코 - 미야가와 사키

토키코 - 카와이 아사코

마츠시마 - 토쿠다 나오미
대일본 국방 부인회 부회장.

#### 암시장 사람들
카즈키 - 나미오카 카즈키

양아치 - 우메바야시 료타
코즈키의 부하격인 남자.

#### 진주군
모리스 대위 - 토머스 린드블룸

벡커 소위 - 제임스 매킬로이

미병 - 재즈 핸콕

#### 그 외의 오사카 편 등장인물
쿠라타 요시오 - 아야타 토시키
니시카도가(家)와 오래전부터 교류가 있는, 노년 남성.
우동 가게 주인 - 오우사카 준
유타로가 다니는 우동 가게의 주인.
세키구치 선생님 - 무카이 사토코
노리코가 다니는 여학교의 담임.
장옥의 여성 - 쿠로사카 마미
스테조의 근처에 산다.
소메마루 - 바바조노 아즈사
스테조의 근처에 사는 게이코(게이샤). 겐타에게 마음을 품고 있다.
요시무라 - 미타니 마사토
가스 회사 사원.
타마스케 - 스즈키 카즈키
오사카 제일의 종이 가게 〈미시마〉의 아들.
종이 가게 주인 - 코마츠 타케요시
타마스케의 아버지.
종이 가게 여주인 - 하야시 히데요
타마스케의 어머니.
안자이 신노스케 - 후루타치 칸지
교토 제대 경제학 교수·안자이 신노스케라고 말하는, 중년 신사의 풍모인 사기꾼.
타니가와 후미 - 호시노 마리
간토 대지진 시, 니시카도가(家)의 근처의 구호소에 피난 온 여성.
카츠타 한지로 - 츠치다 히데오
간토 대지진 시, 니시카도가(家)의 근처의 구호소에 피난 온 남성.
마사 - 이치키 미키코
간토 대지진의 구호소에서 밥을 지어 도르는 것에 참가한 부인회의 여성.
이와부치 마모루 - 나이토 히로노리
쇼조의 전 부하라고 말하는 남성.
산파 - 카모 스즈메
메이코의 장녀·후쿠의 출산에 함께한 산파.
의심스러운 남자 - 하마사키 다이스케
이름은 신키치. 오사카 라디오 방송의 아나운서를 하는 노리코에게 달라붙어, 목소리가 좋다는 이유로 일방적으로 결혼을 강요한다.
이치야 - 이나바 소다이
타이스케의 초등학교 급우.
츠기오 - 무카이 유고
타이스케의 초등학교 급우.
산시로 - 하야시 히데요
타이스케의 초등학교 급우.
남자 - 키미사와 유키
외국에서 갓 돌아온 미청년.
카와쿠보 케이지 - 시게야마 잇페이
오사카 라디오 방송에 근무하는 노리코의 동료.
마츠다 아키코→시마즈 아키코 - 카토 아이
그 외의 도쿄 편 등장인물 항목을 참조.
의사 - 이즈미 유스케
쇼조가 급병으로 쓰러진 때에 진찰을 한 의사.
후쿠의 담임 - 마사고 쿄코
후쿠의 고등 여학교에서의 담임.
사장 - 올 쿄진
건축 자재의 거래처.
쌀장수 - 카와카미 사토시
전시하의 오사카에서, 통제 후 쌀을 배급하는 인물.
아나운서 - 시게미츠 만고쿠
오사카 라디오 방송국에서 전국을 전한다.
암거래상·코이케 - 무라오 히데후미
니시카도가(家)를 방문해, 야채나 백미 등을 팔던 암거래상.
정보국 공무원 - 타타노 히토시
태평양 전쟁기의 오사카 라디오 방송국에서 프로그램의 내용을 감시하는 정보국 공무원.
이와미 료스케 - 카도타 유타카
태평양 전쟁기의 〈우마스케〉에 갑자기 나타난 남성.
특고 경찰 - 반도 마사토시·이노우에 마나부
이와미를 뒤쫓는 2인조 공무원.

## 방송 일자
- 부제는, 그 주의 에피소드에 관계가 있는 식재료의 이름이 포함되어, 그것을 비꼰 문장이나 말, 속담 등이 되고 있다.

| 주                                                          | 회      | 방송일                     | 부제                                                                             | 연출              | 주간 최고 시청률 |
| ----------------------------------------------------------- | ------- | -------------------------- | -------------------------------------------------------------------------------- | ----------------- | ---------------- |
| 1                                                           | 01-06   | 2013년 9월 30일 ~ 10월 5일 | いちご一会 【一期一会】 일기일회                                                 | 키무라 타카후미   | 22.0%            |
| 2                                                           | 07-012  | 10월 7일 ~ 10월 12일       | 黄身と出会った 【君と出会った】 너와 만났다                                      | 키무라 타카후미   | 22.5%            |
| 3                                                           | 013-018 | 10월 14일 ~ 10월 19일      | なっとうくう！ 【納得！】 납득!                                                  | 코바야시 다이지   | 27.3%            |
| 4                                                           | 019-024 | 10월 21일 ~ 10월 26일      | こころをコメて 【心を込めて】 마음을 담아                                        | 코바야시 다이지   | 24.3%            |
| 5                                                           | 025-030 | 10월 28일 ~ 11월 2일       | フォンとうの気持ち 【本当の気持ち】 진실된 마음                                  | 키무라 타카후미   | 23.2%            |
| 6                                                           | 031-036 | 11월 4일 ~ 11월 9일        | こんぶねーしょん 【コンビネーション】 콤비네이션                                 | 키무라 타카후미   | 22.2%            |
| 7                                                           | 037-042 | 11월 11일 ~ 11월 16일      | たいした始末 【大した始末】 대단한 시말                                          | 코바야시 다이지   | 22.5%            |
| 8                                                           | 043-048 | 11월 18일 ~ 11월 23일      | ごめんなすって 【御免なすって】 용서해요                                         | 후쿠오카 토시타케 | 23.6%            |
| 9                                                           | 049-054 | 11월 25일 ~ 11월 30일      | 君をあいス 【君を愛す】 너를 사랑하다                                            | 후쿠오카 토시타케 | 24.6%            |
| 10                                                          | 055-060 | 12월 2일 ~ 12월 7일        | 祭りのハーモニー 【祭りのハーモニー】 축제의 하모니                              | 코바야시 다이지   | 24.5%            |
| 11                                                          | 061-066 | 12월 9일 ~ 12월 14일       | 大嫌いっていわしたい 【大嫌いって言わせたい】 정말 싫다고 말해주고 싶어          | 본코바라 마코토   | 25.2%            |
| 12                                                          | 067-072 | 12월 16일 ~ 12월 21일      | ごちそうさんまでの日々 【ごちそうさんまでの日々】 잘 먹었습니다까지의 나날       | 키무라 타카후미   | 24.7%            |
| 13                                                          | 073-078 | 12월 23일 ~ 12월 28일      | ふくが来た！ 【福が来た！】 복이 왔다!                                           | 본코바라 마코토   |                  |
| 14                                                          | 079-084 | 2014년 1월 6일 ~ 1월 11일  | アイスる力 【愛する力】 사랑하는 힘                                              | 키무라 타카후미   |                  |
| 15                                                          | 085-090 | 1월 13일 ~ 1월 18일        | 今日でおわカレー 【今日でお別れ】 오늘로 이별                                    | 후쿠오카 토시타케 |                  |
| 16                                                          | 091-096 | 1월 20일 ~ 1월 25일        | 汁の棲み家 【終の棲み家】 마지막에 안주하는 곳                                   | 본코바라 마코토   |                  |
| 17                                                          | 097-102 | 1월 27일 ~ 2월 1일         | 贅沢はステーキだ 【贅沢は素敵だ】 사치는 멋지다                                  | 코바야시 다이지   |                  |
| 18                                                          | 103-108 | 2월 3일 ~ 2월 8일          | 乳の教え 【父の教え】 아버지의 가르침                                            | 와타나베 테츠야   |                  |
| 19                                                          | 109-114 | 2월 10일 ~ 2월 15일        | 貧すればうどんす 【貧すれば鈍する】 가난해지면 아둔해지고 품성마저 떨어지게 된다 | 키무라 타카후미   |                  |
| 20                                                          | 115-120 | 2월 17일 ~ 2월 22일        | 私の大豆な男の子 【私の大事な男の子】 내 소중한 남자 아이                        | 와타나베 테츠야   |                  |
| 21                                                          | 121-126 | 2월 24일 ~ 3월 1일         | 悠太郎の卵 【悠太郎の乱】 유타로의 난                                            | 사사키 요시하루   |                  |
| 22                                                          | 127-132 | 3월 3일 ~ 3월 8일          | い草の味 【戦の味】 전쟁의 맛                                                    | 키무라 타카후미   |                  |
| 23                                                          | 133-138 | 3월 10일 ~ 3월 15일        | いもに見ていろ！ 【今に見ていろ！】 어디 두고 보자!                              | 사사키 요시하루   |                  |
| 24                                                          | 139-144 | 3월 17일 ~ 3월 22일        | チョッコレイトな開戦 【ちょっとレイトな開戦】 좀 레이트한 개전                   | 본코바라 마코토   |                  |
| 25                                                          | 145-150 | 3월 24일 ~ 3월 29일        | とんだごちそう 【とんだ御馳走】 엄청난 대접                                      | 키무라 타카후미   |                  |
| 평균 시청률 22.4% (시청률은 칸토 지구·비디오 리서치사 조사) |         |                            |                                                                                  |                   |                  |

## 스태프
- 작 - 모리시타 요시코
- 음악 - 칸노 요코
- 연주 - 빈 오페라 무도관현악단(Wiener Opernball Orchester, 폴스크 오퍼 소속 악단원을 주체로 한다)
- 지휘 - 우베 타이머
- 주제가 - 유즈
- 시대 고증 - 아마노 타카코, 타니 나오키
- 오사카 말 지도 - 이치키 미키코
- 오사카 요리 감수 - 히로사토 타카코
- 푸드 스타일리스트 - 이이지마 나미
- 타이틀 영상 - 세키 카즈아키
- 촬영 협력 - 시가 로케이션 오피스, 히메지 필름 커미션, 이누야마 로케 서비스 팀, 효고현 카코가와 시, 오카야마현 마니와시, 박물관 메이지무라, 나라 현 이마이 쵸, 시가현 타카시마 시, 나라 여자 대학 등
- TD - 에가와 지로
- 촬영 - 니시카기 신지
- 조명 - 마츠자키 타카시
- 음성 - 타나카 타카하루
- 영상 - 미네다 슌스케
- 제작 통괄 - 오카모토 유키에
- 프로듀서 - 우치다 유키
- 연출 - 키무라 타카후미, 코바야시 다이지, 후쿠오카 토시타케, 본코바라 마코토, 와타나베 테츠야, 사사키 요시하루

## 수상
- 제68회 일본 방송 영화 예술 대상 (방송 부문)
  - 우수 각본상 (모리시타 요시코)
  - 우수 주연 여우상 (안)
  - 최우수 미술상 (이시무라 요시타카)
  - 우수 신인상 (타카하타 미츠키, 히가시데 마사히로)
  - 우수 주제가상 (유즈)
  - 우수 의상 디자인상 (하야후지 히로시)
- 제32회 무코다 쿠니코상 (모리시타 요시코)[7]
- 제22회 하시다상 (모리시타 요시코)[8]
- 제80회 더 텔레비전 드라마 아카데미상
  - 최우수 작품상
  - 주연 여우상 (안)
  - 조연 남우상 (히가시데 마사히로)
  - 각본상 (모리시타 요시코)
  - 더 텔레비전 특별상 (〈잘 먹었습니다〉의 요리)
- 제38회 엘란도르상 신인상 (히가시데 마사히로)
- 도쿄 드라마 어워드 2014
  - 작품상·우수상 (연속 드라마 부문)
- TV LIFE 제24회 연간 드라마 대상 2014
  - 주연 여우상 (안)
- 제56회 일본 레코드 대상 우수 작품상 (유즈)

## 관련 프로그램

### 스핀오프
2014년 4월 19일, 오후 7:30부터 9:00에 걸쳐 BS 프리미엄에서 스핀오프 〈잘 먹었습니다라고 말해주고 싶어!〉가 방송되었다. 본편 종료에서 1년 후의 오사카가 배경으로, 장남·타이스케의 첫사랑을 에워싼 스토리. 캐스트에는 본편의 주요 멤버에 더해, 희극 배우 치하라 세이지가 출연했다.

## 관련 상품

### 서적
NHK 출판으로부터 발매.
노블라이즈
- NHK 연속 TV 소설 잘 먹었습니다 上 (2013년 9월 25일 발매, NHK 출판, ISBN 978-4-14-005639-4)
  - 저자는 토요타 미카. 상권은 제1주부터 제13주까지의 내용을 수록.

- NHK 연속 TV 소설 잘 먹었습니다 下 (2014년 2월 27일 발매, NHK 출판, ISBN 978-4-14-005640-0)
  - 저자는 토요타 미카.

드라마 가이드
- NHK 드라마 가이드 연속 TV 소설 잘 먹었습니다 Part1 (2013년 9월 23일 발매, NHK 출판, ISBN 978-4-14-923565-3)
- NHK 드라마 가이드 연속 TV 소설 잘 먹었습니다 Part2 (2014년 1월 25일 발매, NHK 출판, ISBN 978-4-14-923566-0)
- NHK 위클리 스텔라 임시 증간·4월 29일호 연속 TV 소설 잘 먹었습니다 메모리얼 북 (2014년 3월 18일, NHK 서비스 센터)

레시피 북
- NHK 연속 TV 소설 잘 먹었습니다 레시피 북 (2013년 12월 20일 발매, 아사히 신문 출판, ISBN 978-4-02-251133-1)
  - 프로그램에 등장한 요리의 재현 레시피를 소개.

- NHK 연속 TV 소설 잘 먹었습니다 레시피 북 2 (2014년 3월 20일 발매, 아사히 신문 출판, ISBN 978-4-02-251157-7)

### 음악 CD
- 연속 TV 소설 〈잘 먹었습니다〉 오리지널 사운드트랙 《고치소노토》 (2013년 12월 4일 발매, 빅터 엔터테인먼트〈FlyingDog 레이블〉)
  - 극 중 음악을 전 28곡 수록[11].
- 연속 TV 소설 〈잘 먹었습니다〉 오리지널 사운드트랙 《고치소노토 오카와리》 (2014년 4월 9일 발매, 빅터 엔터테인먼트〈FlyingDog 레이블〉)
  - 극 중 음악을 전 27곡 수록[12].